# وازنباخ
وازنباخ (به آلمانی: Wasenbach) یک شهر در آلمان است که در Verbandsgemeinde Diez واقع شده‌است. وازنباخ ۳۷۳ نفر جمعیت دارد.